# 정진영
정진영(鄭鎭泳, 1964년 11월 19일~)은 대한민국의 배우 겸 영화 감독이다.

## 배우 활동
1988년에 연극 《대결》로 데뷔하였다. 이후 2005년 영화 《왕의 남자》에서 광기 어린 연산군 역, 2013년 영화 《7번방의 선물》에서는 강직한 교도소장, 2014년 영화 《국제시장》에서 뜨거운 부성애 연기를 선보였고, 2016년 영화 《판도라》에서는 직원들을 지키는 발전소 소장, 2017년 영화 《택시운전사》에서는 독일기자 위르겐 힌츠페터에게 광주의 실상을 알려주는 서울의 신문기자로 역으로 묵직한 카리스마를 선보였다. 깊이 있는 연기력으로 연기 인생 30년 동안 관객들의 꾸준한 사랑을 받아왔다.

## 학력
- 한신국민학교 졸업
- 수유중학교 졸업
- 신일고등학교 졸업
- 서울대학교 인문대학 국어국문학 학사

## 출연작

### 영화
- 《닫힌 교문을 열며》(1992년) - 송대진 역
- 《테러리스트》(1995년) - 달선 역
- 《초록물고기》(1997년) - 연출부 셋째 형 역
- 《약속》(1998년) - 행동대장 엄기탁 역
- 《링》(1999년) - 최열 역
- 《비천무》(2000년) - 준광 역
- 《교도소 월드컵》(2001년) - 빵장 역
- 《킬러들의 수다》(2001년) - 조검사 역
- 《달마야 놀자》(2001년) - 청명 스님 역
- 《와일드 카드》(2003년) - 오영달 형사 역
- 《황산벌》(2003년) 김유신 장군 역
- 《달마야, 서울 가자》(2004년) - 청명 스님 역
- 《철수♡영희》(2005년) - 불독 선생님 역
- 《왕의 남자》(2005년) - 연산군 역 (천만영화)
- 《세번째 시선》(2006년) - 도영철 역
- 《도마뱀》(2006년) - 닥터 추 역(우정출연)
- 《날아라 허동구》(2007년) - 진규 역
- 《즐거운 인생》(2007년) - 기영 역
- 《별빛 속으로》(2007년) - 교수 주영 역
- 《님은 먼 곳에》(2008년) - 정만 역
- 《이태원 살인사건》(2009년) - 박검사 역
- 《평양성》(2011년) - 김유신 장군 역
- 《특수본》(2011년) - 황두수 역
- 《반창꼬》(2012년) - 오영달 형사 역
- 《7번방의 선물》(2013년) - 장민환 역 (천만영화)
- 《또 하나의 약속》(2014년) - 판사 역
- 《찌라시 : 위험한 소문》(2014년) - 박사장 역
- 《국제시장》(2014년) - 윤진규 / 덕수 부 역 (천만영화)
- 《강남 1970》(2015년) - 강길수 역
- 《시간이탈자》(2016년) - 강승범 반장 역
- 《그랜드파더》(2016년) - 김양돈 역
- 《판도라》(2016년) - 박평섭 역
- 《택시운전사》(2017년) - 이 기자 역 (천만영화)
- 《대장 김창수》(2017년) - 고진사 역
- 《꾼》(2017년) - 황유석 역
- 《클레어의 카메라》(2017년) - 소완수 역
- 《흥부》(2018년) - 조항리 역
- 《풀잎들》(2018년) - 경수 역
- 《군산: 거위를 노래하다》(2018년) - 이사장 역
- 《사바하》(2019년) - 황 반장 역
- 《피원에이치: 새로운 세계의 시작》(2020년) - 한 역
- 《자산어보》(2021년) - 정조 역(우정출연)
- 《썰》(2021년) - 전문가 역
- 《해피 뉴 이어》(2021년) - 상규 역

### 연출 / 각본
- 《사라진 시간》(2020년)

### 드라마
- 2007년 MBC 저녁 일일 시트콤 《거침없이 하이킥》 ... 치킨집 배달부 역(특별출연)
- 2008년 KBS2 수목 특별기획 드라마 《바람의 나라》 ... 유리왕 역
- 2010년 MBC 월화 특별기획 드라마 《동이》 ... 서용기 종사관 역
- 2011년 KBS2 설 특집 드라마 《영도다리를 건너다》 ... 백익덕 역
- 2011년 KBS2 월화 미니시리즈 《브레인》 ... 김상철 역
- 2012년 KBS2 월화 미니시리즈 《사랑비》 ... 서인하 역
- 2012년 KBS2 수목 특별기획 드라마 《전우치》 ... 전우치 스승 역(특별출연)
- 2014년 SBS 주말 특별기획 드라마 《엔젤 아이즈》 ... 윤재범 역
- 2015년 MBC 월화 특별기획 드라마 《화려한 유혹》 ... 강석현 역
- 2018년 JTBC 금토 미니시리즈 《스케치》 ... 장태준 역
- 2019년 JTBC 월화 미니시리즈 《보좌관》 ... 이성민 역
- 2020년 tvN 월화 미니시리즈 《(아는 건 별로 없지만) 가족입니다》 ... 김상식 역
- 2021년 tvN 주말 미니시리즈 《불가살》 ... 단극 / 권호열 역
- 2022년 Disney+ Hotstar 《변론을 시작하겠습니다》 - 장기도 역
- 2022년 TVING 6부작 금요 미니시리즈 《욘더》 ... 닥터 K / 장진호 역
- 2023년 Disney + 8부작 오리지널 미니시리즈 《형사록 2》 ... 최도형 역
- 2024년 TVING 6부작 《LTNS》... 백호 역
- 2024년 tvN 주말 미니시리즈 《눈물의 여왕》 ... 홍범준 역
- 2024년 tvN 주말 미니시리즈 《감사합니다》 … 김시현 역 (특별출연)
- 2025년 ENA 월화 미니시리즈 《라이딩 인생》 … 이영욱 역

### MC
- 《그것이 알고 싶다》(SBS, 2002년 5월 18일~2006년 1월 21일)
- 《휴먼서바이벌 도전자》(KBS, 2011년 6월 24일~2011년 10월 7일)
- 《나는 가수다 II - 슈퍼디셈버 2012 가왕전》(MBC, 2012년 11월 18일~2012년 2월 30일)
- 《스타 로드토크 명사십리 - 김성근》(MBC, 2012년 11월 22일)

### 내레이션
- 《휴먼다큐 사랑 - 우리 신비》(MBC, 2008년) - 내레이션
- 《MBC 스페셜》(MBC, 2011년) - 마음의 근육을 만들다 내레이션

### 라디오 프로그램
- 2015년 EBS FM 《EBS 책 읽는 라디오 낭독 시리즈》

### 광고
- 2005년 경동 콘덴싱 보일러
- 2010년 힘찬하루 헛개차
- 2011년 동아제약 가그린
- 2012년 동아제약 가그린
- 2021년 세라젬

## 수상 및 후보
| 연도 | 시상식                      | 부문                                | 작품              | 비고 |
| ---- | --------------------------- | ----------------------------------- | ----------------- | ---- |
| 1998 | 제19회 청룡영화상           | 남우조연상                          | 약속              | 수상 |
| 1999 | 제35회 백상예술대상         | 영화부문 남자 신인연기상            | 약속              | 후보 |
| 1999 | 제36회 대종상               | 남우조연상                          | 약속              | 수상 |
| 2006 | 제42회 백상예술대상         | 영화부문 남자 최우수연기상          | 왕의 남자         | 후보 |
| 2008 | 제31회 황금촬영상           | 최우수 인기남우상                   | 님은 먼 곳에      | 수상 |
| 2008 | KBS 연기대상                | 미니·수목드라마부문 남자 우수연기상 | 바람의 나라       | 수상 |
| 2011 | 제33회 황금촬영상           | 최우수 남우주연상                   | 평양성            | 수상 |
| 2011 | KBS 연기대상                | 남자 연작·단막극상                  | 영도다리를 건너다 | 후보 |
| 2011 | KBS 연기대상                | 미니시리즈부문 남자 우수연기상      | 브레인            | 수상 |
| 2015 | MBC 연기대상                | 특별기획부문 남자 최우수연기상      | 화려한 유혹       | 수상 |
| 2017 | 제54회 대종상               | 남우조연상                          | 판도라            | 후보 |
| 2020 | 제24회 판타지아 국제영화제  | 뉴 플레쉬(데뷔영화) 부문 특별언급상 | 사라진 시간       | 수상 |
| 2020 | 제29회 부일영화상           | 신인감독상                          | 사라진 시간       | 후보 |
| 2020 | 제21회 부산영화평론가협회상 | 신인감독상                          | 사라진 시간       | 수상 |
| 2021 | 제41회 청룡영화상           | 신인감독상                          | 사라진 시간       | 후보 |
| 2021 | 제8회 들꽃영화상            | 극영화 감독상                       | 사라진 시간       | 후보 |
| 2021 | 제8회 들꽃영화상            | 신인감독상                          | 사라진 시간       | 수상 |
| 2021 | 제8회 들꽃영화상            | 시나리오상                          | 사라진 시간       | 후보 |